# Shrouk El-Attar
Shrouk El-Attar (àrab: شروق العطار, Xurūq al-ʿAṭṭār) (Alexandria, 1994) és una enginyera de disseny electrònic nascuda a Egipte. És refugiada i utilitza la seva dansa del ventre per conscienciar i fer campanya pels drets de la comunitat LGBT+ a Egipte.
Mitjançant els espectacles de dansa que realitza, El-Attar ajuda a recaptar fons per abonar taxes legals per a persones LGBT a Egipte i és capaç d'ajudar a reubicar als que estan en risc per la seva sexualitat.
Shrouk El-Attar és una de les dones triades l'any 2018 per la BBC com una de les 100 dones més influents del món de l'any (100 Women BBC). La sèrie examina la funció de les dones en el segle XXI i té actes tant a Londres com a Mèxic. Una vegada es coneix el nom de les premiades, comença un programa de al BBC anomenat "BBC's women season", de tres setmanes de durada, en el qual s'inclou una emissió i difusió de les premiades, programes en línia, debats i articles relacionats amb el tema de les dones.